# 麵食

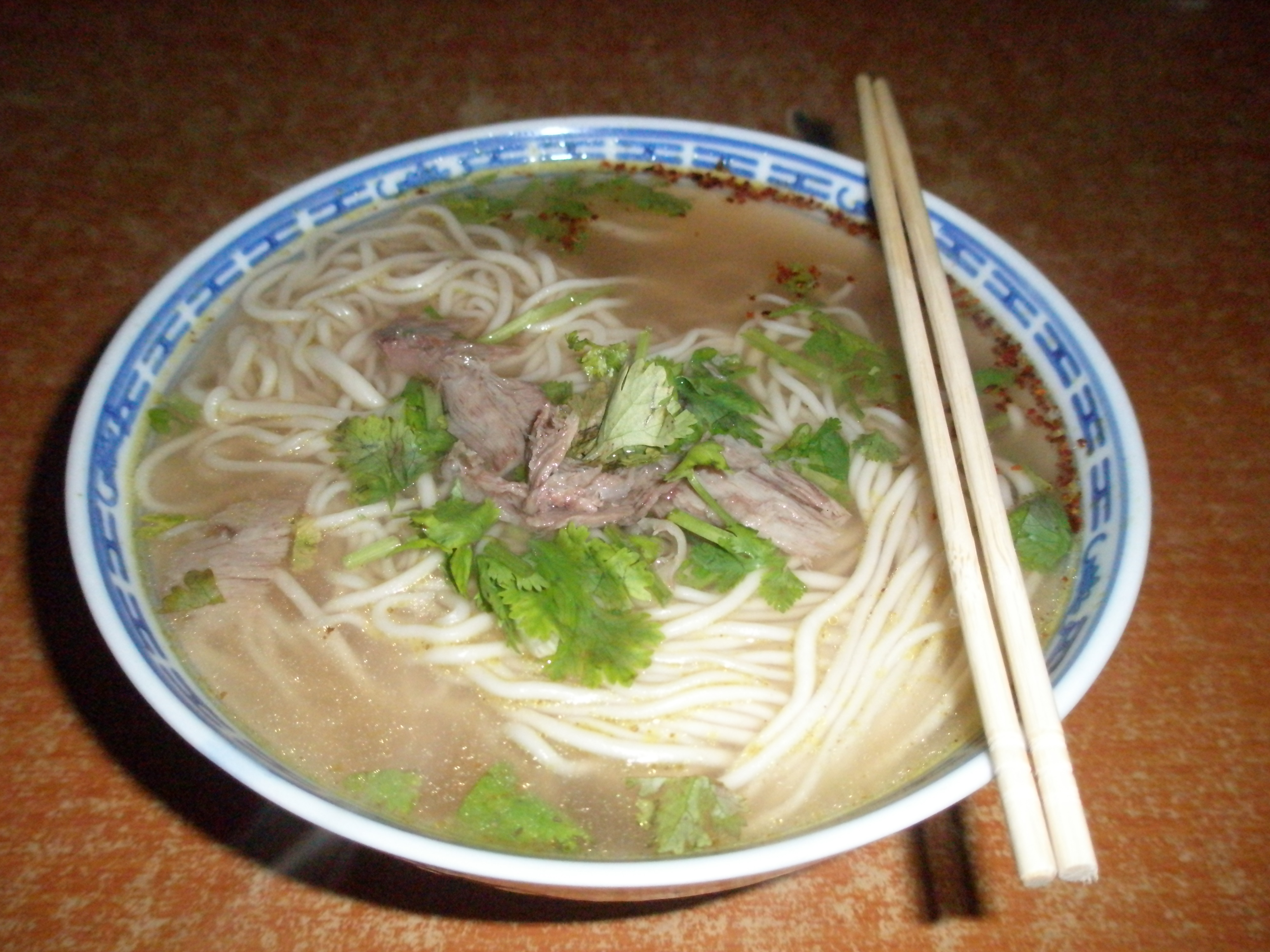
兰州牛肉面

麵食，是指主要以面粉制成的食物，世界各地均有不同種類的麵食，中國主要有：面条、馒头、拉条子、麻什、烧饼、饺子、包子等，西方有麵包、各種烤餅等，种类繁多。
在马来西亚有许多不同名字的麵食，比如：河粉（粿条麵）、黄麵、伊麵（一种已经炸过的麵）和老鼠粉